# Het dorpje dat ging vliegen
Het dorpje dat ging vliegen is een stripalbum van striptekenaar Enki Bilal en scenarist Pierre Christin. Het is het eerste deel uit van de reeks "Er was eens een voorbijganger", welke eind jaren zeventig/begin jaren tachtig verscheen.  De eerste druk kwam uit in 1978 bij uitgeverij Dargaud. Het album bestaat uit twee verhalen. Het eerste deel gaat over hoe de mythe van de voorbijganger is ontstaan, in het tweede deel gedeelte wordt verhaald hoe het dorpje de lucht inging. 

## Verhaal
Het dorpje dat ging vliegen is een modern sprookje met een maatschappijkritische ondertoon. Door een wonderlijk uit de hand gelopen militair experiment raakt de zwaartekracht in de omgeving van een militaire basis verstoort en vliegt het naast gelegen dorpje omhoog de lucht in. De verstoring van de zwaartekracht  heeft als neveneffect dat de militairen zich vreemd gaan gedragen en hun uiterlijk geleidelijk aan verandert, tegen het einde zijn ze veranderd in gedrochten. Het leger verliest de macht over de situatie en moet machteloos toezien hoe een zonderlinge buitenstaander het volk naar zijn hand zet. Deze buitenstaander is de illustere voorbijganger, de hoofdpersoon die over magische krachten lijkt te beschikken, door de veiligheidsdiensten aangeduid met de codenaam 50/22B. Met deze strip geven de makers hun kritische visie op de neergang van het milieu door gewetenloze politici.